# 1853 en musique
| \| • Retour à la chronologie générale de la musique populaire • \| |
| XXIe siècle • XXe siècle • XIXe siècle • XVIIIe siècle XVIIe siècle • XVIe siècle • XVe siècle • XIVe siècle XIIIe siècle • XIIe siècle • XIe siècle • Xe siècle IXe siècle • VIIIe siècle • Haut Moyen Âge • Rome • Grèce |
| • Retour à la chronologie générale de la musique populaire • |

| • Retour à la chronologie générale de la musique populaire • |

| Années de la musique populaire : 1850 - 1851 - 1852 - 1853 - 1854 - 1855 - 1856    |
| Décennies de la musique populaire : 1820 - 1830 - 1840 - 1850 - 1860 - 1870 - 1880 |

## Événements et œuvres
- Alexandre Desrousseaux écrit à l'occasion des Fêtes de Lille la chanson L'canchon Dormoire en ch'ti, rebaptisée Le P’tit Quinquin.
- Création de la société d'édition musicale Enoch.
- Paul Féval écrit la chanson Monsieur de Charette (ou Prends ton fusil Grégoire) à la gloire de François Athanase Charette de La Contrie.
- Gernikako Arbola (l'arbre de Guernica), chanson basque écrite par José María Iparraguirre à Madrid, au café San Luis de la calle de la Montera accompagné au piano par Juan Maria Blas Altuna.
- La chanson Sur le pont d'Avignon devient populaire lorsque le compositeur Adolphe Adam la reprend dans son opéra comique Le Sourd ou l'Auberge pleine[1].

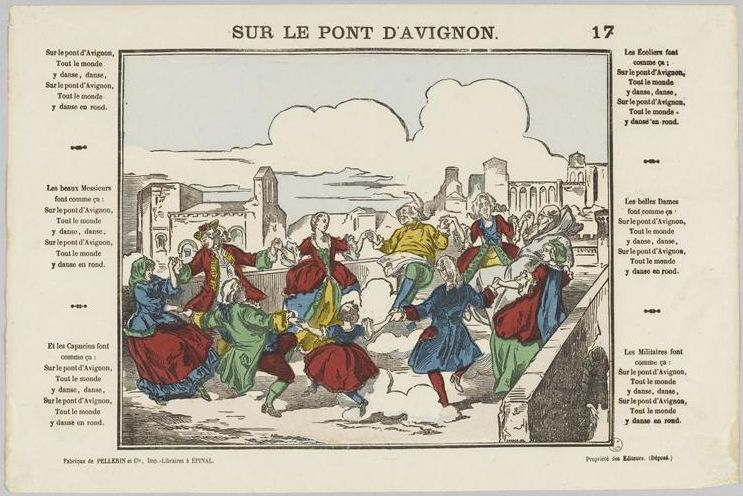
Sur le pont d'Avignon, lithographie, image d'Épinal, XIXe s.

## Publications

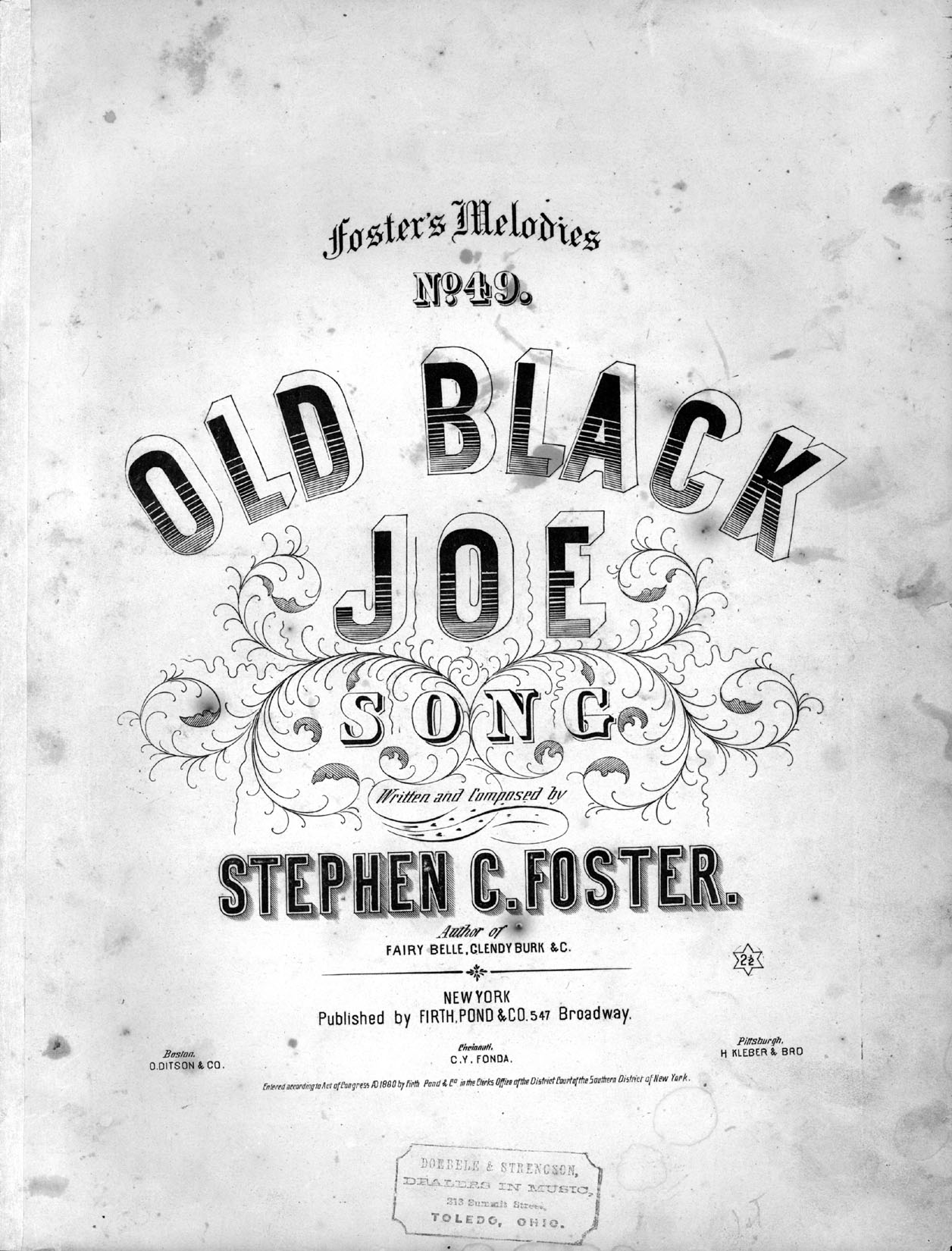
Couverture de l'édition de 18160 de Old Black Joe

- juillet : George Sand, Les Maîtres sonneurs, roman historique qui raconte la vie des « cornemuseux », à la fin du XVIIIe siècle, dans le Berry et le Bourbonnais.
- Charles Durand, Incendie de la rue Beaubourg, ou les Anges de la charité, paroles de L.-C. Durand, chanson en feuille volante illustrée, Paris, imprimerie de Beaulé[2].
- Old Black Joe, musique de salon écrite et chantée par Stephen Foster, publiée par Firth, Pond & Company à New York.
- Publication à Londres par John Mason Neale de Carols for Christmas-Tide où figure notamment le chant de Noël Good King Wenceslas.
- The Yellow Rose of Texas, chanson populaire américaine sur le thème du conscrit amoureux, dans le style du minstrel, publiée à Philadelphie dans un recueil de chansons.

## Naissances
- 25 décembre : Théodore Noël, joueur français de chabrette et compositeur de musique folklorique limousine, mort en 1937.